# Venetia und der Wüstling
Venetia und der Wüstling (im englischen Original: Venetia) ist ein Liebesroman von Georgette Heyer aus dem Jahr 1958, der in der englischen Epoche des Regency spielt.

## Handlung
Der Roman spielt kurz nach dem Sturz Napoleons im Jahre 1815. Venetia, eine 25-jährige Dame von Stand, hat ihre heimatliche Grafschaft Yorkshire noch niemals verlassen. In Abwesenheit ihres älteren Bruders Conway, der noch als Offizier bei der Armee weilt, leitet sie seit dem Tod des Vaters das Familiengut und kümmert sich um ihren körperbehinderten jüngeren Bruder Aubrey.
Eines Tages kehrt der Besitzer des Nachbargutes, Lord Jasper Damerel, ein berüchtigter Frauenheld (ein „Wüstling“, in der Sprache der Zeit), nach jahrelanger Abwesenheit zurück. Er schließt Freundschaft mit Aubrey und verliebt sich in Venetia, die seine Gefühle erwidert.
Wegen seines schlechten Rufes in der Gesellschaft weigert sich Damerel jedoch, ihr einen Heiratsantrag zu machen.
Eines Tages reisen überraschend die frischgebackene Ehefrau von Conway, von deren Existenz Venetia nichts wusste, und deren Mutter an. Die Mutter der jungen Gräfin macht Venetia und ihrem Bruder Aubrey das Leben schwer, indem sie sich in alles einmischt und Aubrey wegen seiner Behinderung offen ablehnt. Daraufhin beschließt Venetia, nach London zu reisen, um ihre Tante zu besuchen und Damerel zu vergessen. Ihr Bruder kommt derweil bei Lord Damarel unter. In London begegnet sie zu ihrer großen Überraschung ihrer Mutter, von der sie geglaubt hatte, dass sie tot sei. Das hatte Venetias Vater ihr gegenüber behauptet, um zu verschleiern, dass die Mutter mit ihrem Liebhaber durchgebrannt war, als Venetia noch klein war.
Nach dieser Begegnung droht Venetia ihren Verwandten, mit ihrer Mutter und deren jetzigem Mann, beide von schlechtem Ruf, zusammenzuleben. Ihre Familie muss einsehen, dass eine Heirat mit Damerel das kleinere Übel ist, und das Happy End ist gesichert.

## Buchausgaben
- Georgette Heyer, Venetia, Arrow, 2004, ISBN 978-0-09-946565-2
- Georgette Heyer, Venetia und der Wüstling, Rowohlt Verlag, Reinbek, ISBN 978-3-499-12003-9